# Suprafețe de comandă a zborului

Suprafețele principale de comandă, acționarea lor și efectul lor asupra avionului:
A – eleron
B – manșa și palonierul
(comandă suprafețele)
C – profundor
D – direcție

Suprafețele de comandă a zborului sunt suprafețe aerodinamice cu ajutorul cărora pilotul dirijează (pilotează) zborul și controlează asieta unui aparat de zbor cu aripi fixe (avion sau planor).
Conceperea unui set eficace de suprafețe de comandă a fost un progres esențial în dezvoltarea aviației. Primele eforturi în construcția avioanelor au fost orientate spre obținerea unei forțe de sustentație suficiente pentru a ridica un aparat de la sol, dar odată ridicat el era incontrolabil, adesea cu rezultate dezastruoase. Suprafețele de comandă eficace au asigurat un zbor stabil.
Articolul descrie suprafețele de comandă ale aparatelor cu aripi fixe (avioane și planoare) în configurație clasică. În alte configurații (de exemplu configurația canard) se pot folosi suprafețe diferite, dar principiul este același. Manșa și palonierul folosite la aparatele cu aripi rotative (elicoptere și autogire) determină aceleași mișcări în jurul axelor aparatelor, dar acționează asupra elementelor în rotație (la elicoptere asupra elicei rotorului portant și a elicei anticuplu) într-un mod complet diferit.

## Axele de orientare

Cele trei axe de orientare ale avionului

Un avion se poate roti liber în jurul a trei axe perpendiculare una pe alta, axe care se intersectează în centrul de masă (același cu centrul de greutate). Pentru a controla poziția avionului și direcția zborului pilotul trebuie să poată comanda rotațiile în jurul fiecărei axe.

### Axa de ruliu
Axa de ruliu (axa longitudinală, X–X) trece la un avion de la bot la coadă. Rotația în jurul acestei axe se numește ruliu. Poziția unghiulară în jurul acestei axe se numește înclinare (laterală). Pilotul schimbă înclinarea crescând portanța aripii (aripilor) dintr-o parte și descrescând portanța celor din partea opusă. Portanțele diferite determină rotația avionului în jurul axei de ruliu. Suprafețele de comandă principale pentru înclinare sunt eleroanele. Eleroanele sunt comandate prin mișcarea stânga–dreapta a manșei. Acționarea direcției determină și ea un efect de înclinare.

### Axa de tangaj
Axa de tangaj (axa transversală, Y–Y) trece la un avion cu aripi drepte prin vârfurile aripilor. Rotația în jurul acestei axe se numește tangaj. Tangajul modifică poziția în plan vertical a botului avionului. Ridicarea botului avionului duce la cabraj, iar coborârea lui la picaj. Suprafața de comandă principală pentru tangaj este profundorul. Profundorul este comandat prin mișcarea înainte (pentru picaj)–înapoi (pentru cabraj) a manșei.

### Axa de girație
Axa de girație (axa verticală, "Z–Z") trece prin avion de sus în jos. Rotația în jurul acestei axe se numește girație. Girația schimbă poziția botului avionului la stânga sau la dreapta. Suprafața de comandă principală pentru girație este direcția. Bracarea direcției la stânga–dreapta este comandată prin apăsarea pedalei respective a palonierului. Acționarea eleroanelor determină și ea un efect de girație.
Aceste axe sunt definite față de avion. De exemplu, la un avion în zbor a cărui aripă stânga este îndreptată direct în jos axa sa verticală (axa de girație) este paralelă cu solul (orizontală) iar axa transversală (axa de tangaj) este perpendiculară pe sol (verticală).

## Suprafețele de comandă principale
Suprafețele principale de comandă ale aparatelor cu aripi fixe sunt prezentate în imaginea de mai jos. ele sunt articulate la locurile de prindere cu balamale sau ghidaje pentru a fi mobile și a putea deflecta curentul de aer ce trece peste ele. Schimbarea direcției aerului generează forțe aerodinamice neechilibrate care rotesc avionul în jurul axelor respective.

Suprafețele de comandă la Boeing 727. Denumirile lor după Costăchescu.

### Suprafețe alternative de comandă
Unele configurații de avioane au suprafețe de comandă nestandard. De exemplu, în special la avioanele de vânătoare supersonice, în locul stabilizatorului și profundorului întregul ampenaj orizontal este mobil. La avioanele cu eleroane interioare acestea se pot braca și în același sens, devenind flapsuri (flaperoane (en)). Alte avioane au ampenajul în formă de V (en), iar părțile lui mobile combină funcțiile profundorului și a direcției. La avioanele cu aripă delta suprafețele de comandă din bordul de fugă al aripii (elevoane (en)) se pot mișca independent, putând îndeplini atât funcțiile eleroanelor, cât și ale profundorului.

## Suprafețe de comandă secundare

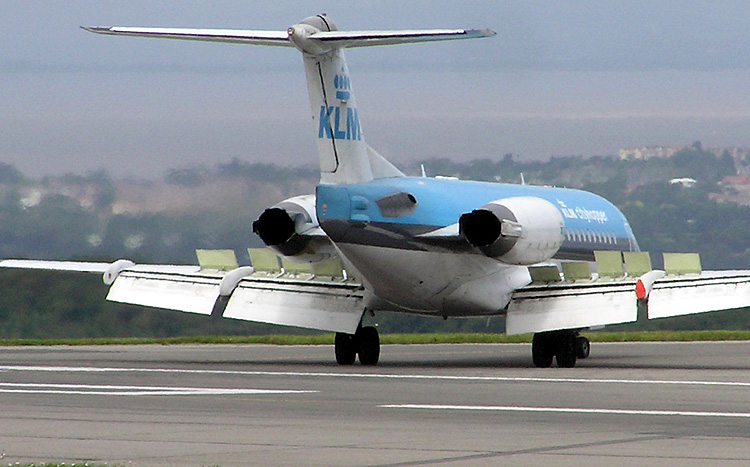
Un Fokker 70 al KLM cu flapsurile și distrugătoarele de portanță acționate. Flapsurile sunt suprafețele coborâte din spatele aripilor, iar distrugătoarele de portanță sunt suprafețele ridicate, câte cinci deasupra fiecărei aripi.

### Distrugătoare de portanță (spoilere)
La avioanele cu rezistență la înaintare mică spoilerele se folosesc pentru a modifica curgerea aerului peste aripi în scopul reducerii considerabile a portanței. De aceea se numesc și distrugătoare de portanță. La planoare acestea permit o pierdere mare de înălțime fără a crește excesiv viteza. Dacă spoilerele pot fi acționate asimetric ele pot fi folosite pentru înclinarea avionului, similar cu eleroanele.

### Flapsuri
Flapsurile sunt suprafețe auxiliare care sunt montate de obicei la bordul de fugă al aripilor. Prin bracarea lor ele modifică atât coarda, cât și curbura profilului aripilor, mărind portanța, ceea ce permite reducerea vitezei minime (viteza de angajare). Ele se folosesc în timpul zborului la viteze mici și unghiuri de atac mari, care apar la decolări și aterizări.
Uneori flapsurile pot fi montate și pe bordul de atac al aripilor (flapsuri Krueger).

### Voleți de bord de atac
Voleții de bord de atac sunt extensii de pe bordul de atac al aripilor, care permit creșterea portanței (deci reducerea vitezei de angajare) prin modificarea curgerii aerului pe extradosul aripii. Voleții pot fi ficși (de exemplu la Fieseler Fi 156 Storch) sau retractabili. Folosirea lor îmbunătățește caracteristicile privind decolarea și aterizarea scurtă (en), dar compromite performanțele la viteze mari. La avioanele de linie voleții se folosesc la decolare și aterizare, iar în zborul de croazieră sunt retrași.

### Frâne aerodinamice

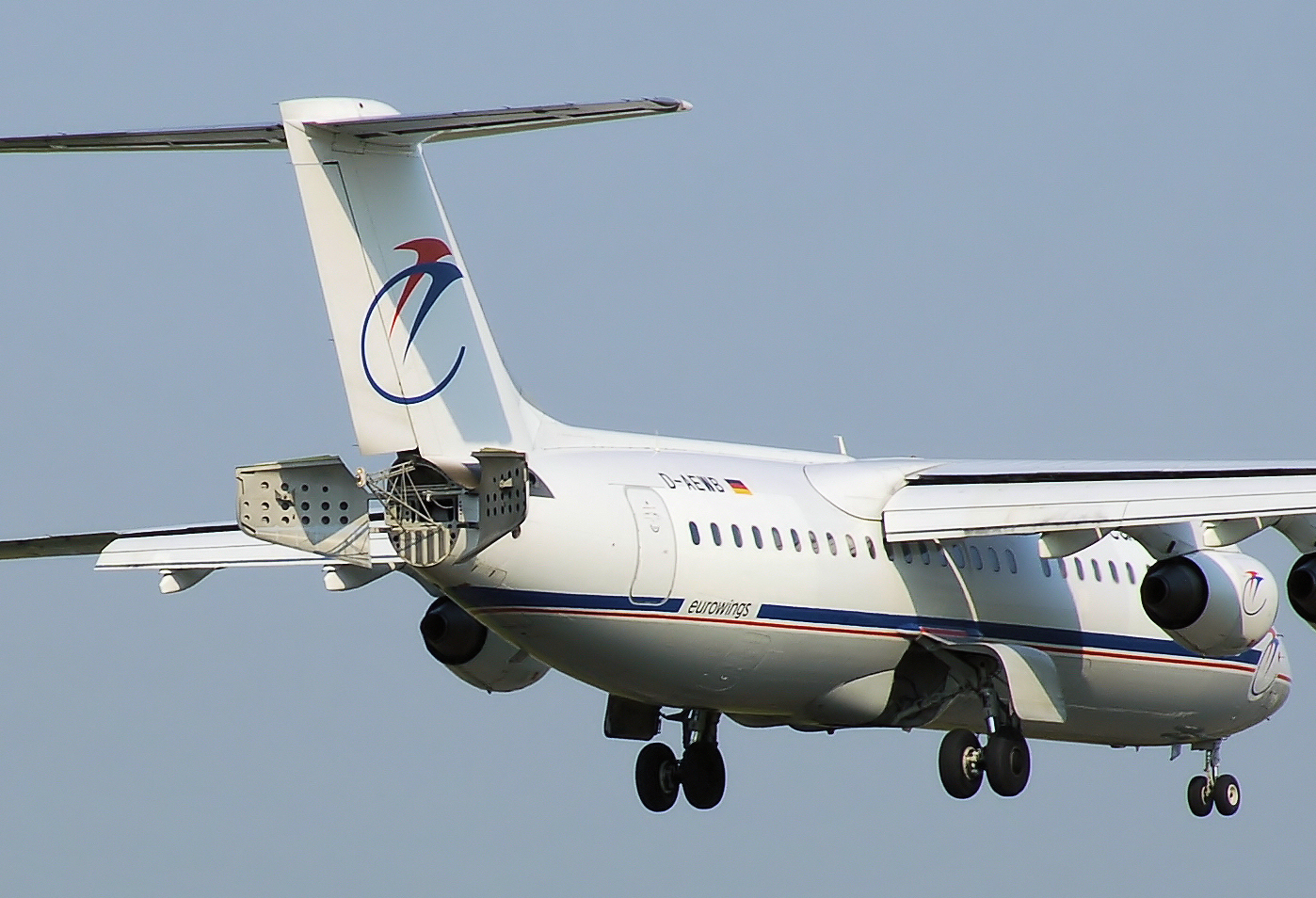
Frâne aerodinamice la coada unui BAe 146-300 al Eurowings

Frânele aerodinamice se folosesc pentru a mări rezistența la înaintare. Spoilerele pot acționa drept frâne, dar nu sunt frâne pure deoarece scad și portanța. De obicei frânele sunt suprafețe care sunt scoase simetric din fuzelaj. Deoarece de obicei nu sunt situate pe aripi, ele nu modifică portanța acestora. Scopul lor este de a încetini avionul. Ele sunt utile în special la coborâri abrupte. Frânele sunt obișnuite atât pe avioanele militare, cât și pe cele civile, în special dacă nu au posibilități de tracțiune inversă (pas negativ la elice, respectiv reversoare de jet).

## Compensatoare de efort

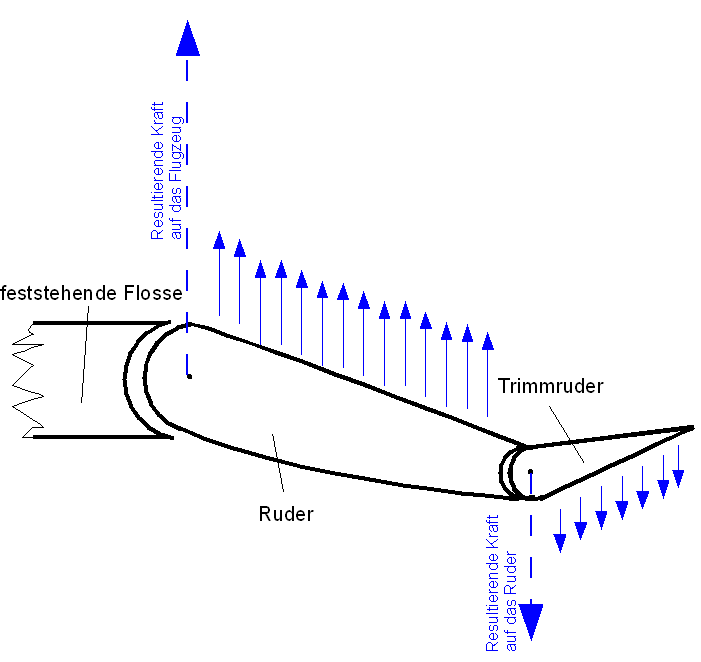
Principiul de funcționare al compensatoarelor

La avioanele mici forțele aerodinamice generate de suprafețele de comandă nu sunt mari și momentele necesare bracării lor pot fi învinse de pilot la acționarea manșei sau a palonierului. La avioanele mari, forțele aerodinamice asupra suprafețelor de comandă sunt foarte mari, iar momentele necesare bracării lor sunt de asemenea foarte mari. Chiar la acționarea mecanică este nevoie de metode de reducere a acestor momente. Compensatoarele de efort sunt mici suprafețe plasate de obicei pe bordul de fugă al suprafețelor de comandă principale. Scopul lor este compensarea momentelor necesare pentru bracarea suprafețelor principale. În principiu, ele sunt bracate invers față de suprafața principală (v. figura alăturată). Ele creează forțe aerodinamice relativ mici, dar brațul acestor forțe față de articulația suprafeței principale este mare, astfel că pot compensa total sau parțial momentul forțelor generate de suprafețele principale. La avioanele foarte mari, ca Boeing 747, comenzile brachează doar compensatoarele, iar suprafețele principale de comandă se poziționează automat prin echilibrarea momentelor forțelor aerodinamice generate de suprafețe și compensatoarele lor.
Compensatoarele se mai folosesc la echilibrarea unei anumite poziții a suprafețelor de comandă principale, care astfel își păstrează poziția fără ca pilotul să depună efort la manșă sau palonier (acestea „stau” în poziția neutră). Astfel de reglaje se fac pentru a stabili asieta avionului în funcție de încărcătură, condiții meteo sau evoluția dorită, motiv pentru care compensatoarele mai sunt cunoscute și ca trimere.

### Compensatorul profundorului
Cu compensatorul profundorului se reglează forța pe ampenajul orizontal al avionului pentru a se realiza unghiul de atac dorit al aripii. Acest unghi este important în special la zborul cu viteze mici, unde avionul zboară cu unghi de incidență mare, ceea ce necesită forțe mari în jos pe ampenajul orizontal. De asemenea, în viraje unghiul de atac aparent crește, astfel că uneori este necesară reglarea adecvată a compensatorului. Poziția compensatorului depinde de viteză, astfel că dacă viteza se schimbă, compensatorul trebuie reglat din nou. Reglajul corect al compensatorului profundorului face ca după variații ale poziției și vitezei datorită turbulențelor atmosferice avionul să revină în poziția anterioară, deci și la viteza anterioară. Totuși, efectul compensatorului nu este mare și nu poate substitui funcția profundorului.

### Compensatoarele direcției și eleroanelor
Modul de funcționare al compensatoarelor direcției și eleroanelor este similar celui al funcționării compensatorului profundorului. Ele se folosesc pentru a compensa momentele date de fluxurile de aer generate de motoare sau a celui generat de deplasarea laterală a centrului de masă. Centrul de masă se poate deplasa lateral datorită încărcăturii sau consumului diferit al combustibilului din rezervoarele din aripi.